# Estación Rosario Este
La Estación Rosario Este (también conocida como Estación Urquiza) era la estación terminal de trenes de la compañía Ferrocarril Oeste Santafesino en Rosario, al sudeste de la Provincia de Santa Fe, Argentina. Fue construida en 1883.

## Ubicación
La estación está ubicada en el sudeste de la ciudad de Rosario dentro del predio que actualmente ocupa el Parque Urquiza, en la intersección de las calles Chacabuco y Nueve de Julio, cerca de la barranca del Río Paraná (32°57′23″S 60°37′27″O / -32.95628, -60.624248).

## Historia
Tuvo el nombre de Estación Rosario Oeste Santafesino pero la compañía Ferrocarril Central Argentino compró al Ferrocarril Oeste Santafesino en 1900 renombrando esta estación como Rosario Este, destinándolo a servicios de carga y transporte de ganado.

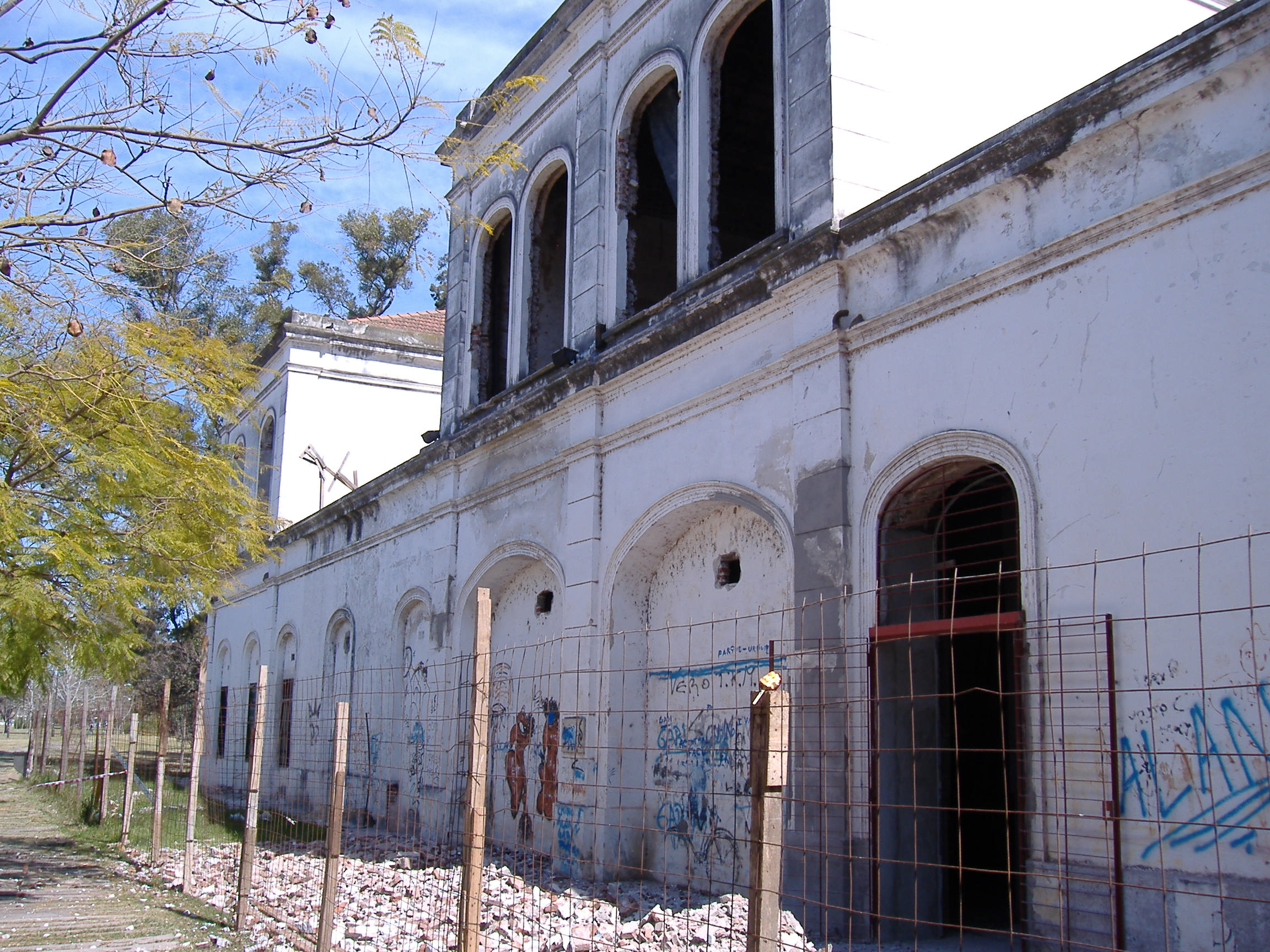
Estación Rosario Este (septiembre de 2006).

Con la decadencia del sistema ferroviario argentino, se levantaron los rieles, y esta estación, como muchas otras, quedó abandonada deteriorándose. La Municipalidad de Rosario se hizo cargo de la construcción y preservó lo que quedaba. Su restauración concluyó en mayo de 2007. La Municipalidad convirtió el edificio en un centro cultural, albergando la videoteca del Centro Audiovisual Rosario, CAR. La vieja estación también sirve como centro comunitario para jubilados, y como centro de reunión para un grupo de escultores. También se mudaron allí las oficinas de la Secretaría de Cultura municipal, y se construirá un auditorio para actividades públicas y proyección de películas. 